# Campionati italiani di sci alpino 1974
Ai Campionati italiani di sci alpino 1974, che si svolsero all'Aprica, furono assegnati i titoli di discesa libera, slalom gigante, slalom speciale e combinata, sia maschili sia femminili.

## Risultati

### Uomini

#### Discesa libera
| Pos. | Atleta          | Nazione |
| ---- | --------------- | ------- |
| 1    | Giuliano Besson | Italia  |
| 2    | Franco Bieler   | Italia  |
| 3    | Giulio Corradi  | Italia  |

#### Slalom gigante
| Pos. | Atleta         | Nazione |
| ---- | -------------- | ------- |
| 1    | Piero Gros     | Italia  |
| 2    | Franco Bieler  | Italia  |
| 3    | Arnold Senoner | Italia  |

#### Slalom speciale
| Pos. | Atleta        | Nazione |
| ---- | ------------- | ------- |
| 1    | Fausto Radici | Italia  |
| 2    | Piero Gros    | Italia  |
| 3    | Gustav Thöni  | Italia  |

#### Combinata
| Pos. | Atleta          | Nazione |
| ---- | --------------- | ------- |
| 1    | Piero Gros      | Italia  |
| 2    | Giulio Corradi  | Italia  |
| 3    | Giuliano Besson | Italia  |

### Donne

#### Discesa libera
| Pos. | Atleta           | Nazione |
| ---- | ---------------- | ------- |
| 1    | Claudia Giordani | Italia  |
| 2    | Elena Annovi     | Italia  |
| 3    | Sieglinde Zemmer | Italia  |

#### Slalom gigante
| Pos. | Atleta           | Nazione |
| ---- | ---------------- | ------- |
| 1    | Claudia Giordani | Italia  |
| 2    | Cristina Tisot   | Italia  |
| 3    | Paola Hofer      | Italia  |

#### Slalom speciale
| Pos. | Atleta            | Nazione |
| ---- | ----------------- | ------- |
| 1    | Cristina Tisot    | Italia  |
| 2    | Patrizia Siorpaes | Italia  |
| 3    | Paola Hofer       | Italia  |

#### Combinata
| Pos. | Atleta           | Nazione |
| ---- | ---------------- | ------- |
| 1    | Paola Hofer      | Italia  |
| 2    | Sieglinde Zemmer | Italia  |
| 3    | Tiziana Bracelli | Italia  |